# Das Duo: Der Liebhaber
Der Liebhaber ist ein deutscher Fernsehfilm von Marc Rothemund aus dem Jahr 2003. Es handelt sich um den fünften Filmbeitrag der ZDF-Kriminalfilmreihe Das Duo. Der Film wurde 2003 mit dem VFF TV-Movie Award ausgezeichnet.

## Handlung
Viktor Ahrens erliegt wieder mal seiner Spielleidenschaft im Casino. Als seine Frau das herausfindet, will sie sich kurz entschlossen eine Hotelsuite mieten und es sich auch einmal richtig gut gehen lassen. Unverhofft trifft sie auf den überaus charmanten Jan Moritz, lässt sich von ihm einladen und verbringt die Nacht mit ihm auf einem Hotelzimmer. Währenddessen muss sich ihre Kollegin Lizzy Krüger allein um den nächsten Mordfall kümmern. Der Geflügelhofbetreiber Albert Weger wurde in seinem Wagen erschossen. Zunächst sieht es nach Selbstmord aus, aber der Rechtsmediziner findet Hinweise auf ein Tötungsdelikt. Da Weger an einem bösartigen Lungenkarzenom litt, wäre denkbar, dass es eine Tötung auf Verlangen war.
Während der Ermittlungen geschieht ein weiterer Mord. Der vorbestrafte Egon Schömer wird im Hotel vergiftet aufgefunden. Fatalerweise gehörte ihm das Zimmer, in welchem Kommissarin Ahrens die Nacht verbracht hatte. Dementsprechend finden sich unzählige Fingerabdrücke und auch andere Spuren von ihr, die sie nur mit Mühe dem Kriminaltechniker erklären kann. Ahrens ist entsetzt, als sie herausfindet, dass ihr One-Night-Stand, Jan Moritz, gerade erst aus dem Gefängnis entlassen wurde und nun als dringend tatverdächtig gilt, da ja auch seine Fingerabdrücke im Hotelzimmer zu finden sind. Es stellt sich zudem heraus, dass Moritz sowohl Schömer als auch Weger kannte und sie möglicherweise bei einem früheren Raubzug seine Komplizen waren. Die Beute von damals wurde nie gefunden und die Männer könnten darüber in Streit geraten sein. Als sich Ahrens der Brisanz ihrer Situation bewusst wird, offenbart sie sich Lizzy Krüger. Gemeinsam nehmen sich die Ermittlerinnen beider Fälle an, von denen sie sich sicher sind, dass es hier Zusammenhänge gibt. Anhand von Bodenproben an Egon Schömers Schuhen und Schmauchspuren an seinen Händen ist davon auszugehen, dass er Albert Weger erschossen hat.
Jan Moritz ist derweil auf der Suche nach den Diamanten aus seinem Raubzug und verdächtigt seinen Komplizen von damals, Albert Weger, sie gefunden und an sich genommen zu haben. Da er jetzt aber tot ist, kann nur seine Frau die Steine haben. Zusammen mit der Polizei gelingt es ihm Jutta Weger zu überführen. Sie gesteht Egon Schömer vergiftet zu haben, weil sie noch eine alte Rechnung aus der Vergangenheit mit ihm offen hatte und weil ihr klar war, dass nur er ihren Mann erschossen haben kann. Schömer war auch bei dem Juwelenraub mit dabei und forderte von Weger seinen Anteil, den dieser ihm nicht geben wollte.

## Hintergrund
Der Liebhaber wurde in Lübeck gedreht und am 30. Juni 2003 um 20:15 Uhr im ZDF erstausgestrahlt. In dieser Folge vertritt Lars Rothe (Björn Kirschniok) den Kriminalassistenten Gernot Hilsdorf (Roland Riebeling).

## Kritik
Rainer Tittelbach von tittelbach.tv meinte: „Ein eleganter Ausnahme-Krimi voll launiger Überraschungen und mit einem gut aufgelegten Peter Lohmeyer, bei dem man auch auf die kriminalistische Auflösung gespannt ist.“
Die Kritiker der Fernsehzeitschrift TV Spielfilm vergaben die bestmögliche Wertung (Daumen nach oben) und befanden: „Ein Fall mit Selbstironie, überraschenden Wendungen und hübschen Details.“ Als Gesamtfazit zogen sie: „Eieiei, dieser Fall ist wahrlich pikant“.

## Auszeichnungen
2003 erhielt Das Duo: Der Liebhaber den VFF TV-Movie Award. Dieser Preis, der mit 25.000 € dotiert und von  der  Verwertungsgesellschaft der Film- und Fernsehproduzenten  gestiftet ist, wird seit 1996 jedes Jahr an den Produzenten des besten Fernsehfilms aus der Programm-Sektion Deutsche Fernsehfilme des Filmfests München vergeben.